# فلات وايت

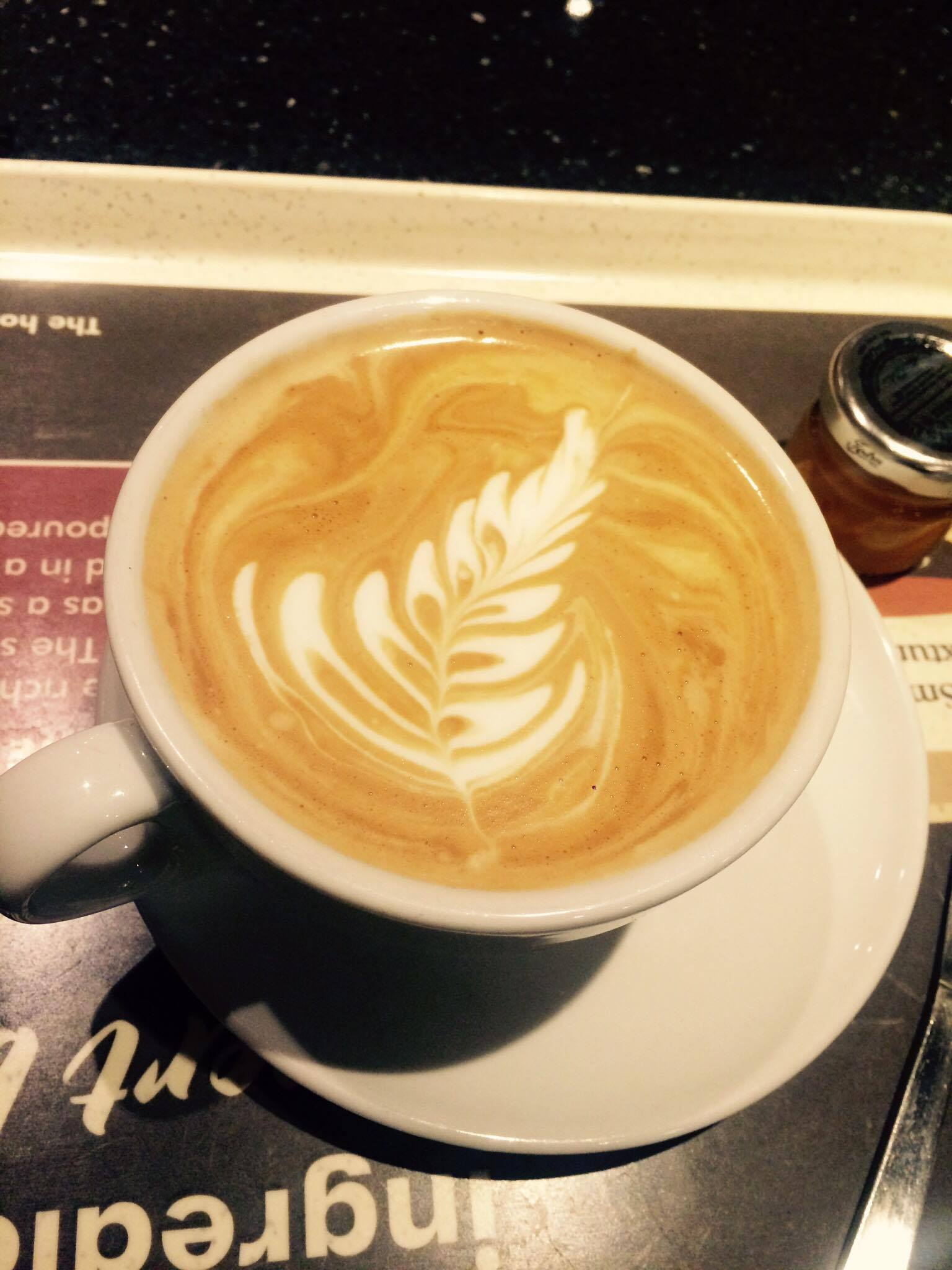
الفلات وايت مع فن لاتيه الريش

فلات وايت مشروب قهوة قائم على الإسبريسو، ويتم إعداده بإضافة طبقة رقيقة من الحليب ورغوة الحليب، وطعمه قوي قليلاً إذ أن نكهة الإسبريسو واضحة على عكس اللاتيه.تعد الفلات وايت شبيهةً بقهوة اللاتيه إلا أن كميتها وكمية الحليب أقل، لذلك نسبة القهوة الأكثر من الحليب وتمتع الحليب بالتناسق المخملي يجعل الإسبريسو يسيطر على النكهة المعززة بالحليب.

## الوصف

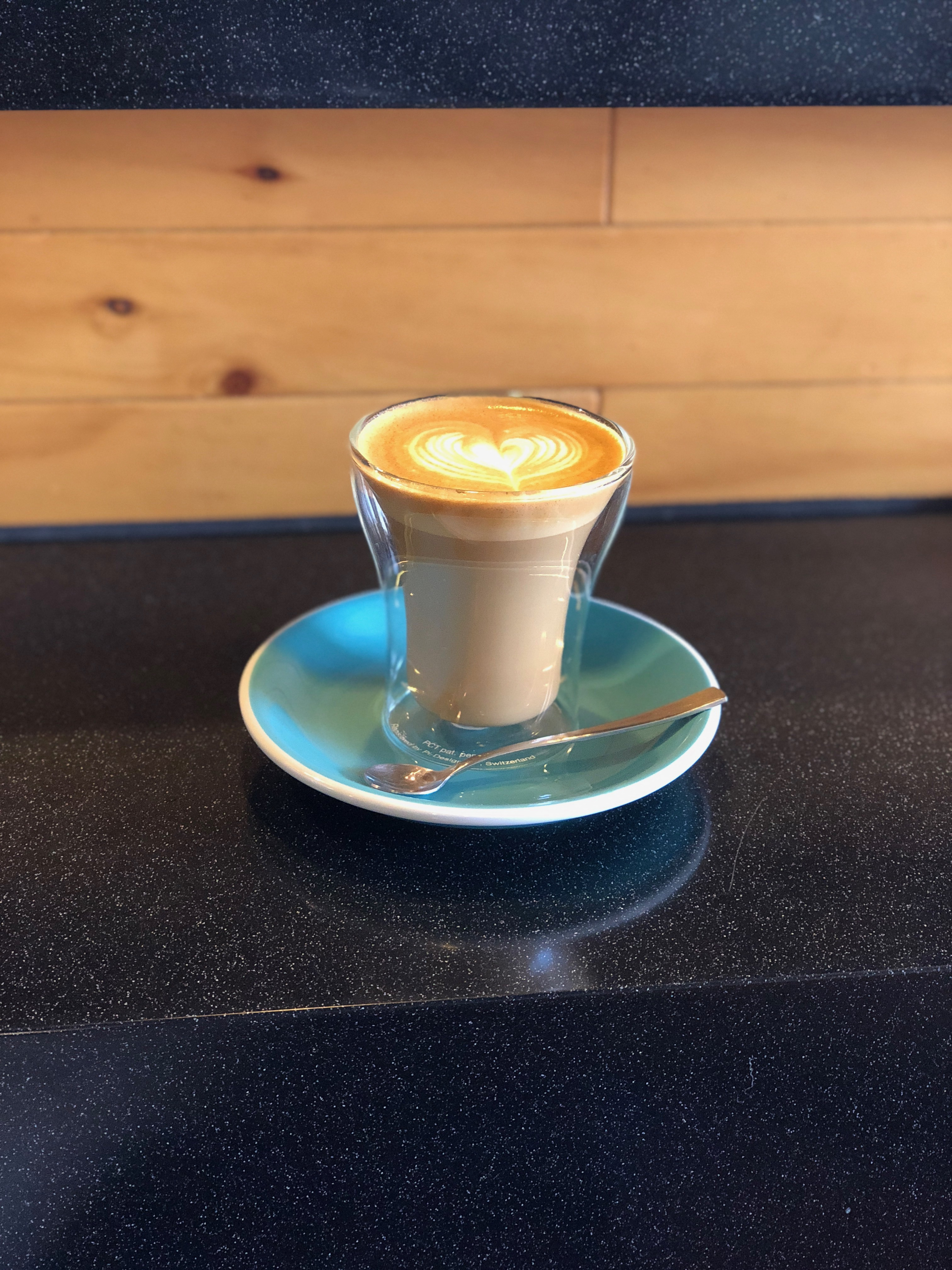
فلات وايت

تقدم الفلات وايت غالباً مع السكر في كوب خزفي مزجج مقداره 5 أونصة أو 140 ملليتر، وأما الحليب يكون مزبد كالمستخدم في الكابتشينو إلا أنه يقلل لحوالي 20 ملم أو بوصه من الميكروفورم لتشكيل سطح القهوة، وتكمن أهمية المشروب عندما تمتزج الكريمة مع سطح القهوة مكونة لون بني موحد داكن في أعلى المشروب، فعندما يقف المشروب قبل الشرب قليلا ستعزز تجربته بسبب تثخين سطحه المقعر وزيادة قوامه مع كل رشفة، ومن ثم ستتزايد الرشفات حتى ينتهي المشروب. وفقاً لاستطلاع المتعقبون الصناعيون فإن الفلات وايت لها خصائص عديدة، ويأتي في مقدمتها أن لها طبقة رقيقة من الميكروفورم المخملي (وبالتالي سُمي فلات «مسطح» وايت) وهو يختلف عن الكابتشينو التقليدي حيث أن له طبقة سميكة من الرغوة.

## المنشأ
تشير المراجع الموثقة القديمة بأن ظهور الفلات وايت يعود إلى منتصف عام 1980 في أستراليا في بار مورس إسبريسو في سيدني، كما أضاف أيان بريستون هذا المشروب في قائمة الطعام لديه بشكل دائم في عام 1985. وتشمل المراجع الموثوقة الأخرى مقاهي في كانبيرا تعرض لوحات كُتب عليها «فلات وايت فقط» خلال مشكلة الحليب الموسمية التي مُنع فيها إعداد رغوة الحليب في عام 1985، واستمرت مشكلة التعرف على أصل المشروب مع ادعاء نيوزيلاندا لاكتشافه، حيث ادعت أنه نشأ في أوكلاند في نيوزلندا، والذي أعده ديريك تاونسيند وداريل أهلرز من مقهى DKD كبديل لللاتيه الإيطالي، كما ادعت نيوزيلاندا ادعاء آخر في ولينغتون حيث ظهر المشروب نتيجة لفشل الكابتشينو في بار بوديقا، شارع ويليز عام 1989.

## مشروبات مشابهة
يختلف الفلات وايت خاصة عن الكابتشينو الجاف الذي يتكون من رغوة مزبدة وجافة وليست حليب سائل، ولكن الفلات وايت فيشمل على حليب أو مايكروفوم وليست رغوة، يجب أن يكون الحليب مخملي وليس رقيق ليكون أقوى، كما يتطلب ريستيرو جرعة إسبريسو ليتم ترشيحه ويتجنب النكهة اللاذعة. يعد الفلات وايت شبيه بالكابتشينو الإيطالي الأصلي الذي يتكون من جرعة إسبريسو مع الميكروفورم ويُقدم في كوب سعته 160 إلى 150 مل (5.3 إلى 5,6 أونصة).
قهوة كون إيتش الإسبانية شبيهة بالفلات وايت ولكن يُستخدم فيه الحليب المبستر أما الفلات وايت فيُستخدم فيه وعادة بدون رغوة إلى 70 أو 80 درجة مئوية (150-170 درجة فهرنهايت)، فتبخير الحليب إلى هذه الدرجة سيحافظ على الدهون والبروتين في الحليب ويحافظ على النكهة الجميلة، وقد تفقد هذه النكهة إذا قمت بتبخيره إلى درجه عالية كما تفتقد قهوة الكون إيتش للميكروفوم. وأيضا تعد الفلات وايت واللاتيه متشابهتان، ويخطئ بعض الأشخاص باعتقادهم أن الفرق الوحيد هو الكوب، ففي أستراليا يقدم الفلات وايت في كوب سيراميكي وعادة بنفس (200 مل، 7.0 أوقية) ككأس اللاتيه، ومع ذلك فإن بعض المقاهي الأسترالية تقدم اللاتيه مع الكثير من الرغوة، ولكن قد يقدم البعض الآخر الفلات وايت بأقل من ذلك، كما يقدم الفلات وايت في نيوزلندا في كوب على شكل خزامى (165 مل، 5.8 أونصة). ففي أستراليا ونيوزلندا هنالك فرق بين اللاتيه والفلات وايت في  نسبة الحليب إلى القهوة وتجانس الحليب نظراً لطريقة تسخينه. يجب أن يحتوي الفلات وايت على الكمية ذاتها للقهوة المستخرجة كأي مشروب آخر في قائمة القهوة (بشكل عام 30 مل، 1.1 أونصة). ولكن لأنها تُقدم بكوب صغير (175 مل، 6.2 أونصة سائلة) فستكون النكهة فيها أقوى من اللاتيه الذي يُقدم في كوب سعته 225 ملل (7.9 أوقية) وبالتالي يكون حليبي أكثر. تعد درجة كثافة الحليب فرق آخر بين الفلات وايت واللاتيه، فاللاتيه يحتوي على طبقة مخملية وكريمية من الحليب على سطح القهوة ويختلف مدى عمقه تبعاً للمكان الذي تشتري منه، أما الفلات وايت يحتوي على طبقة أرق من الحليب المركب وسطح لامع بشكل مثالي.

## الانتشار
لقد انتقل هذا الأسلوب خارج أستراليا ونيوزلاندا إلى المملكة المتحدة في عام 2005، وفي عام 2010 بدأت تباع في أفرع ستاربكس، وأصبحت في عام 2013 متاحة للبيع في المقاهي الأسترالية في نيويورك بالاشتراك مع شركة هيو جاكمان في امتلاك واحد منهم [x.2] وتصديق المنتج، ومع تزايد انتشار الفلات وايت عالمياً بدأت سلاسل المقاهي كستاربكس ومقهى كوستا ومقهى نيرو وبريت ايه مانجير بإضافته للقائمة، كما قامت ستاربكس في السادس من يناير عام 2015 بتدشين الفلات وايت في محلات أمريكا.

## تأثير الثقافة
استخدمت عبارة «اقتصاد فلات وايت» لوصف شبكة الإنترنت والإعلام والأعمال الإبداعية للندن.